# Wiener Rose (Briefmarke)
Die Briefmarke „Wiener Rose“ wurde im Jahr 2014 von der Österreichischen Post im Nennwert von 5,90 Euro herausgegeben. Sie gilt als die erste Briefmarke aus Porzellan weltweit.

## Motiv
Als Motiv wird die sogenannte Wiener Rose gezeigt, welche im Jahr 1740 von der Königlichen Porzellanmanufaktur entworfen wurde. Die schlicht gehaltene Rose wurde später mit stilisierten Rosenblättern und feinen Schattierungen an den Jugendstil angepasst.
Zeitgleich mit der Erstausgabe am 20. März 2014 erschien ein amtlicher Ersttagsbrief mitsamt Ersttagsstempel, der eine stilisierte Rose zeigt und den Schriftzug AUGARTEN PORZELLAN 20.3.2014 1020 Wien trägt.
Die Auflage beträgt 150.000 Stück.

## Herstellung
Die Briefmarke entstand in Zusammenarbeit mit der Porzellanmanufaktur Augarten in Wien und wurde mit einem aufwendigen, speziell für die Briefmarke entwickelten Verfahren hergestellt. Zuerst wurde ein weißes Briefmarkenblättchen 24 Stunden bei 960 °C gebrannt, danach  glasiert und bei noch höheren Temperaturen gehärtet. Die Aufbringung des Markenmotivs, der Landesbezeichnung und des Nennwertes erfolgten erst hinterher im Siebdruckverfahren. Um Farbechtheit zu garantieren, wurden diese in einem weiteren Arbeitsgang bei 820 °C eingebrannt.